# Илюзия на Ебингхаус
Илюзията на Ебингхаус или Кръговете на Титченър е оптична илюзия на възприятието за относителен размер. В най-популярната версия на илюзията, два кръга с един и същи размер са поставени близо един до друг. Единият е ограден от по-големи кръгове, а другият е ограден от по-малки кръгове. Първият централен кръг (левия) изглежда тогава по-малък от втория централен кръг (десния).
Наречена е на своя откривател, германския психолог Херман Ебингхаус (1850-1909) и е популяризирана в англоговорещия свят от Едуард Титченър в неговата книга по експериментална психология от 1901 г. Оттук идва и името „Кръгове на Титченър“.
Макар че всеобщо се смята за илюзия на размера, наскорошни открития показват, че критичният фактор в илюзията е дистанцията на окръжаващите кръгове, което превръща тази илюзия във вариация на Илюзията на Делбьоф. Ако окръжаващите кръгове са близо до централния кръг, той изглежда по-голям, докато ако са по-далече, той изглежда по-малък. Очевидно размерът на окръжаващите кръгове диктува колко близо те могат да бъдат до централния кръг, което води в много изследвания до объркване на двете променливи.